# Сражение в канале Слак
Сражение в канале Слак — морской бой между испанским и голландскими флотами в канале Слак (Волкерак) в 1631 году в рамках Восьмидесятилетней войны.

## Предыстория
В ответ на попытку голландцев захватить Дюнкерк в начале 1631 года инфанта Испании Изабелла Клара Евгения, правившая Южными Нидерландами от имени Филиппа IV, решила переместить испанскую армию на баржах и атаковать остров Гуре-Оверфлакке. Целью испанского десанта должны были стать две голландских крепости по обе стороны пролива Волкерак. Крепость на южной стороне имела пропагандистскую ценность, поскольку была построена незадолго до этого и названа Виллемстад — в честь Вильгельма Оранского. Не меньшую значимость имела крепость Хеллевутслёйс на острове Ворне-Пюттен, захват которой изолировал бы провинцию Зеландия от союзных провинций.

## Сражение
Испанский флот из 90 судов и 5 500 солдат находился под командованием дона Франсиско де Монкады, маркиза Айтоны, но на самом деле он подчинялся графу Иоганну VIII фон Нассау-Зигену — представителю католической ветви Оранской династии. В атмосфере секретности он вышел из Антверпена.
Несмотря на всю осторожность, голландцам скоро стали известны планы испанцев, и голландский флот, состоявший в основном из небольших речных судов, под командованием вице-адмирала Маринуса Голларе перехватил вражеский флот в устье реки Шельды. Видя, что их маршрут заблокирован, испанцы попытались высадить десант и захватить общину Толен, но эта попытка была сорвана двухтысячным полком английских и шотландских наемников под командованием полковника Томаса Моргана, который привел своих солдат из крепости Стенберген во время отлива через мели к общине. Нассау в отчаянии принял решение попытаться прокрасться мимо голландского флота в ночное время и так достичь первоначальной цели операции.
Однако манёвр испанцев, несмотря на туман, был замечен голландцами. Они решили использовать туман себе на пользу: делая вид, что не замечают испанские суда, они подпустили их ближе, а затем неожиданно атаковали из канала Слак и пролива Волкерак. Испанский флот был разгромлен, сотни испанцев утонули, пытаясь вплавь достичь берега. Более 4000 солдат и моряков были захвачены вместе с большинством судов. Самому Яну Нассау и двум кораблям его сопровождения удалось бежать в Антверпен.

## Последствия
Поражение в канале Слак стало продолжением серии неудач Габсбургов в Нидерландах. В 1632 году, чтобы облегчить себе ведение Тридцатилетней войны, они попытались заключить мир с голландцами, но мирные переговоры не увенчались успехом.